# Chasmia fulgida
Chasmia fulgida är en tvåvingeart som först beskrevs av Ricardo 1913.  Chasmia fulgida ingår i släktet Chasmia och familjen bromsar. Inga underarter finns listade i Catalogue of Life.